# Амбассадор (міст)
Міст Амбассадор (англ. Ambassador Bridge) — підвісний міст через річку Детройт, що з'єднує міста Детройт (США) і Вінсор (Канада). Довжина моста — 2286 метрів, довжина найдовшого прольоту — 564 метра, з 1929 по 1931 роки міст посідав перше місце в світі по довжині головного прольоту. Міст є найдовшим висячим мостом, що з'єднує дві держави.
Міст є найбільш завантаженою ділянкою кордону США і Канади — по ньому проходить більше 25 % торгових перевезень між країнами. Щодня через міст проходить торгівля обсягом близько мільярда доларів США.

## Історія
Відразу після закінчення Громадянської війни в США (1861-1865) почалося бурхливе зростання промисловості, що призвело до збільшення пасажиро- та товарообігу через річку Детройт. У другій половині XIX століття основним видом транспорту був залізничний, однак для переправи складів через річку використовувалися пороми, що істотно уповільнювало перевезення. У 1891 році був побудований тунель Сент-Клер, який з'єднав міста Сарнія і Порт-Гурон. Однак на початку XX століття все сильніше відчувалася необхідність у будівництві моста, який з'єднав би Детройт і Вінсор. Перші спроби створити проект було здійснено ще в 1903 році, коли була сформована спеціальна комісія, проте будівництво так і не було розпочато.

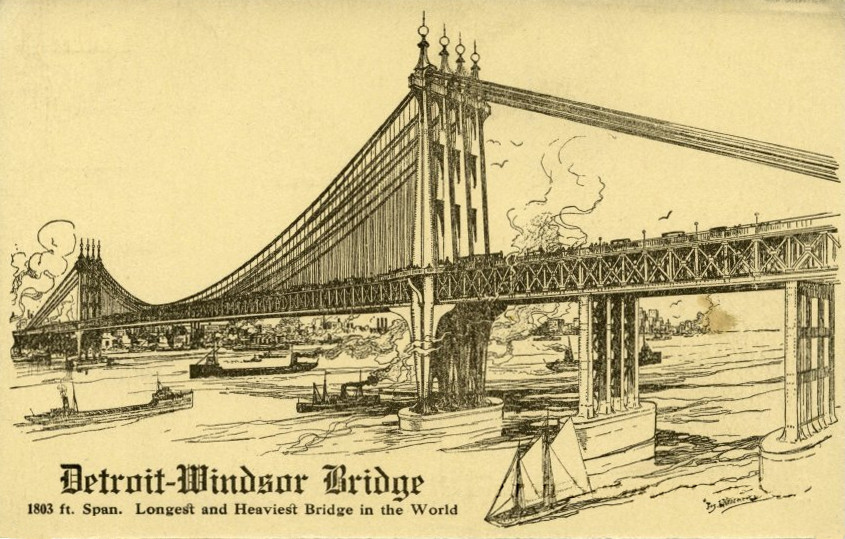
Перший проект моста, створений Чарльзом Фаулером

Відразу після Першої світової війни нью-йоркський інженер Чарльз Еван Фаулер (англ. Charles Evan Fowler) склав креслення величезного моста, який включав в себе залізничні лінії, автодорогу, спеціальну секцію для електромобілів, а також пішохідні доріжки, і повинен був з'єднати центри міст. Його проект був дуже амбітним і оцінювався в 28 мільйонів доларів.
Фаулер не отримав успіху в пошуку фінансування, проте один з його знайомих, Джон Остін (англ. John W. Austin) рішуче підтримав його. У 1924 році Остін ухвалив рішення, яке відіграло згодом важливу роль в будівництві моста. Він зв'язався з Джозефом Бауером (англ. Joseph A. Bauer), своїм знайомим, колишнім жителем Детройта, а тепер успішним нью-йоркським банкіром. Бауер дуже зацікавився проектом і згодом зіграв одну з головних ролей у створенні моста. Проект отримав схвалення як Парламенту Канади, так і Конгресу США.
До середини 20-х років з'явилася можливість побудувати автомобільний міст. Завершений в 1910 році залізничний тунель між Вінсором і Детройтом, задовольняв потреби Canadian Pacific Railway і Мічиганської Центральної Залізниці, в той час як Canadian National Railway, Grand Trunk Western Railroad і Wabash Railroad продовжували користуватися поромами.
Однак, у будівлі були і противники, мер Детройта Джон Сміт (англ. John W. Smith) розумів, що міст стане приносити величезні прибутки і вважав, що Амбассадор повинен стати власністю Детройта. Це на деякий час затримало будівництво. Однак міст все одно перейшов в приватні руки — компанії Detroit International Bridge Company, главою якої став Джозеф Бауер. Будівництво почалося в травні 1927 року.
За контрактом, якщо будівництво було б завершено до 16 серпня 1930 року, будівельна організація отримувала б бонус у вигляді половини прибутку, отриманої до цієї дати. Будівництво було закінчено в День перемир'я, 11 листопада 1929 року, більш ніж на півроку раніше обумовленого терміну. Міст став найдовшим висячим мостом в світі, побивши попередній рекорд, що належав мосту Бенджаміна Франкліна (довжина головного прольоту 533 м).
Однак фінансові проблеми почалися ще до дня відкриття. За 3 тижні до відкриття, 24 жовтня 1929 року відбулося серйозний обвал на фондових біржах США, що стало причиною Великої Депресії. Через це міст окупився лише в 1939 році.
В 1930 по мосту проходило близько 4400 автомобілів щодня. У 1931 році це число знизилося до 3000, а в 1932 — до 2300.
Творець Амбассадора, Джозеф Бауер, пішов з поста директора компанії в 1959, однак продовжував брати участь в її житті. Він помер в 1977 році, у віці 96 років. Через 2 роки його спадкоємці виставили акції компанії на продаж. Воррен Баффет придбав 25 %. Пізніше власник маленької компанії вантажоперевезень Мануель «Метті» Мароун під заставу своєї фірми, за 30 млн доларів викупив всі акції, включаючи ті, що належали Баффету. В даний час Мароун володіє 7 великими фірмами і є неподільним власником компанії Detroit International Bridge Company і моста Амбассадор.
У 2000 році по мосту пройшло понад 12 мільйонів автомобілів. У 2008 цей показник склав близько 7.3 млн, в 2009 — 6.5 млн, а в 2010 — 7.2 мільйона ..

## Конструкція
Міст Амбассадор має довжину в 2286 метрів, головний проліт — 564 метра. Головний архітектор — Джонатан Джонс (компанія McClintic-Marshall Піттсбург, Пенсільванія).

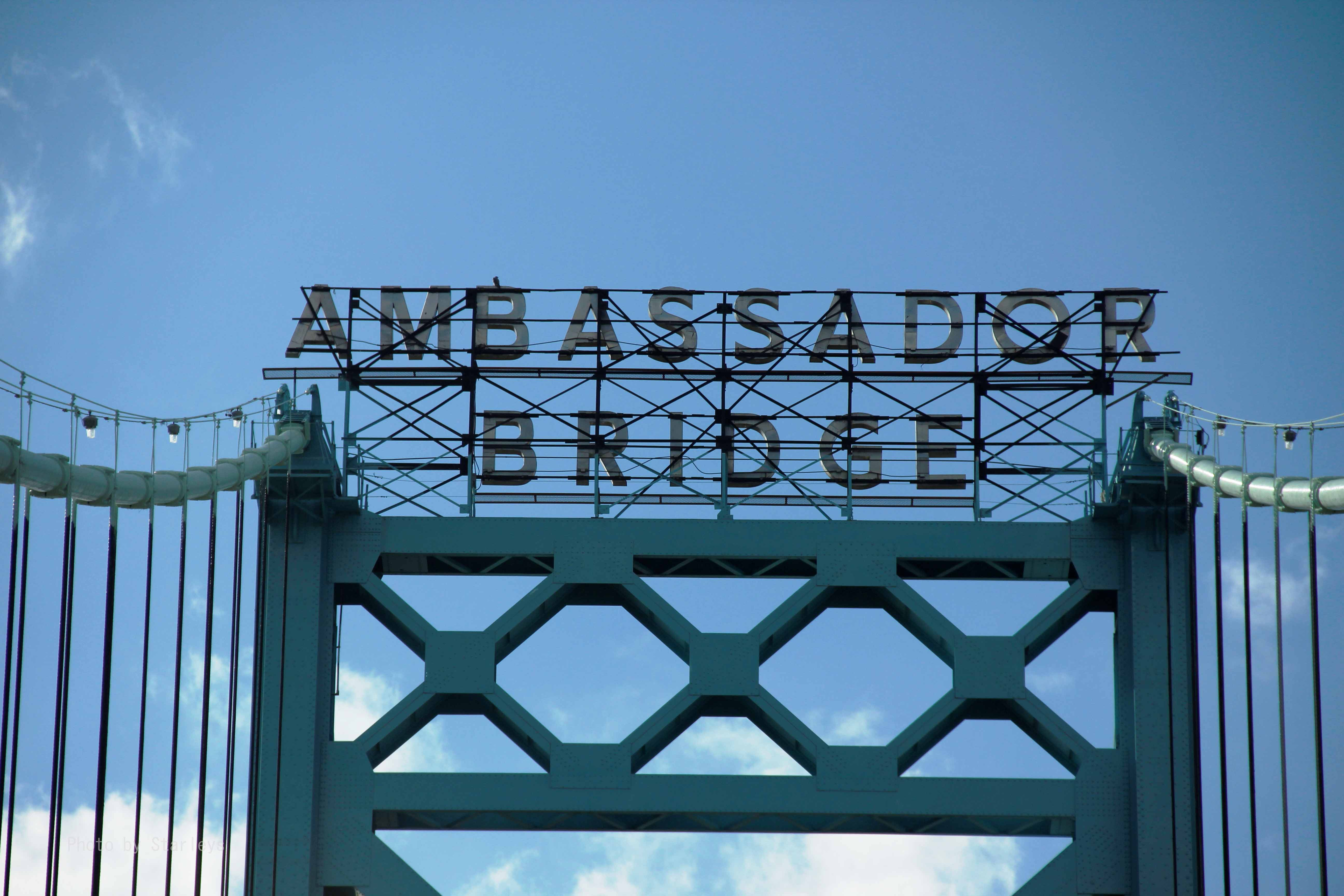
Підпис Ambassador Bridge на верхівці пілона

Міст побудований в стилі ар деко і стримлайн із невеликими елементами готики.
Основний матеріал — сталь. Для пілонів використовувалася особливо міцна ферросилікатна сталь.
Висота пілонів — 118 метрів над рівнем річки, вони встановлені на дні Детройта, на глибині 35 метрів. Маса конструкції — 19 000 тонн (21 000 американських тонн). Висота моста над водою — 46 метрів, що дозволяє проходити під ним найбільшим судам.
Тросами підтримується тільки головний проліт. Бічні прольоти підтримуються береговими опорами — фермами.
На вершині обох пілонів розташована напис Ambassador Bridge, звернена до ближнього берега.
Планується створення ще одного висячого мосту поруч з уже наявними. Він повинен буде містити 6 смуг. Його вартість оцінюється в 1 мільярд доларів США.

## Розміщення
Міст проходить з півночі на південь, поєднуючи південний схід Детройта і північний захід Вінсора. У Канаді він є закінченням вулиці Гурон-Черч (англ. Huron Church Road). У Детройті міст з'єднаний транспортною розв'язкою з шосе Фішер (англ. Fisher Freeway). Міст з'єднує американські Шосе 75, Шосе 94 і Шосе 96 з канадським Шосе 401.

## Міст в масовій культурі
- Міст присутній у фільмах «Хоффа», «8 миля», «Здравозахоронение», «Боулінг для Колумбайн» і «Кров за кров», а також в мультфільмі «Миші-байкери з Марса».
- Міст згадується в новелі «Середній підлогу».
- Міст протягом декількох секунд показується на початку відеокліпу на пісню Емінема Lose Yourself. Також на мосту зняті кілька епізодів з самого кліпу.
- Міст показаний в документальному фільмі Життя після людей.
- [9]

## Ціна за проїзд

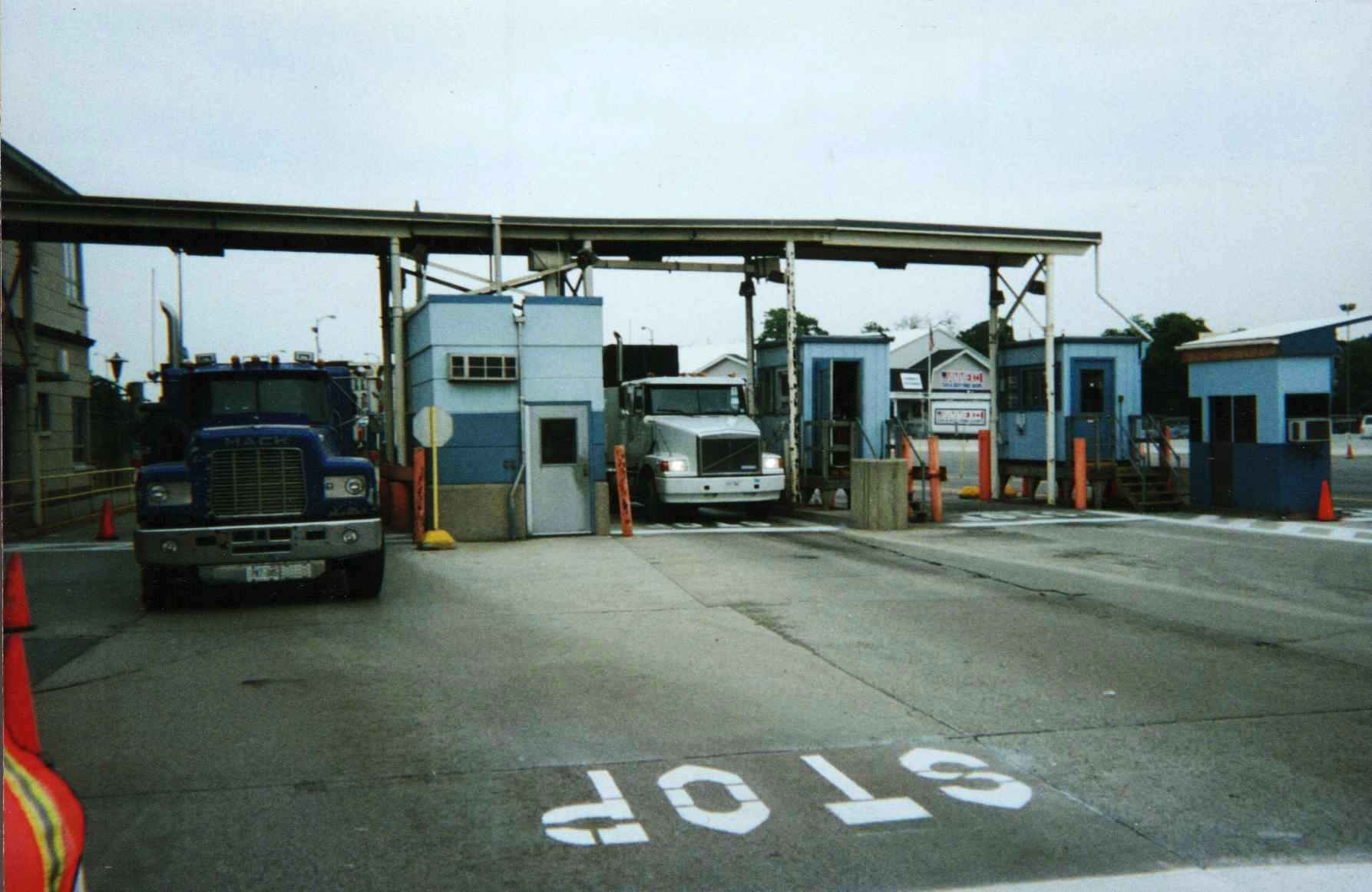
Пропускний пункт перед мостом

Проїзд по мосту платний. Ціни встановлені 1 лютого 2009 року:
| Транспортний засіб               | USD  | CAD  |
| Стандартні автомобілі            | 4.00 | 4.75 |
| Автомобілі з причепом, трейлером | 8.00 | 9.50 |
| Мотоцикли                        | 4.00 | 4.75 |
| Автобуси                         | 8.25 | 9.75 |

Пішохідна і велосипедна доріжки були побудовані тільки на південній стороні моста. Однак після терористичних атак 11 вересня 2001 року, прохід пішоходів і проїзд велосипедистів з метою безпеки було заборонено.

## Галерея

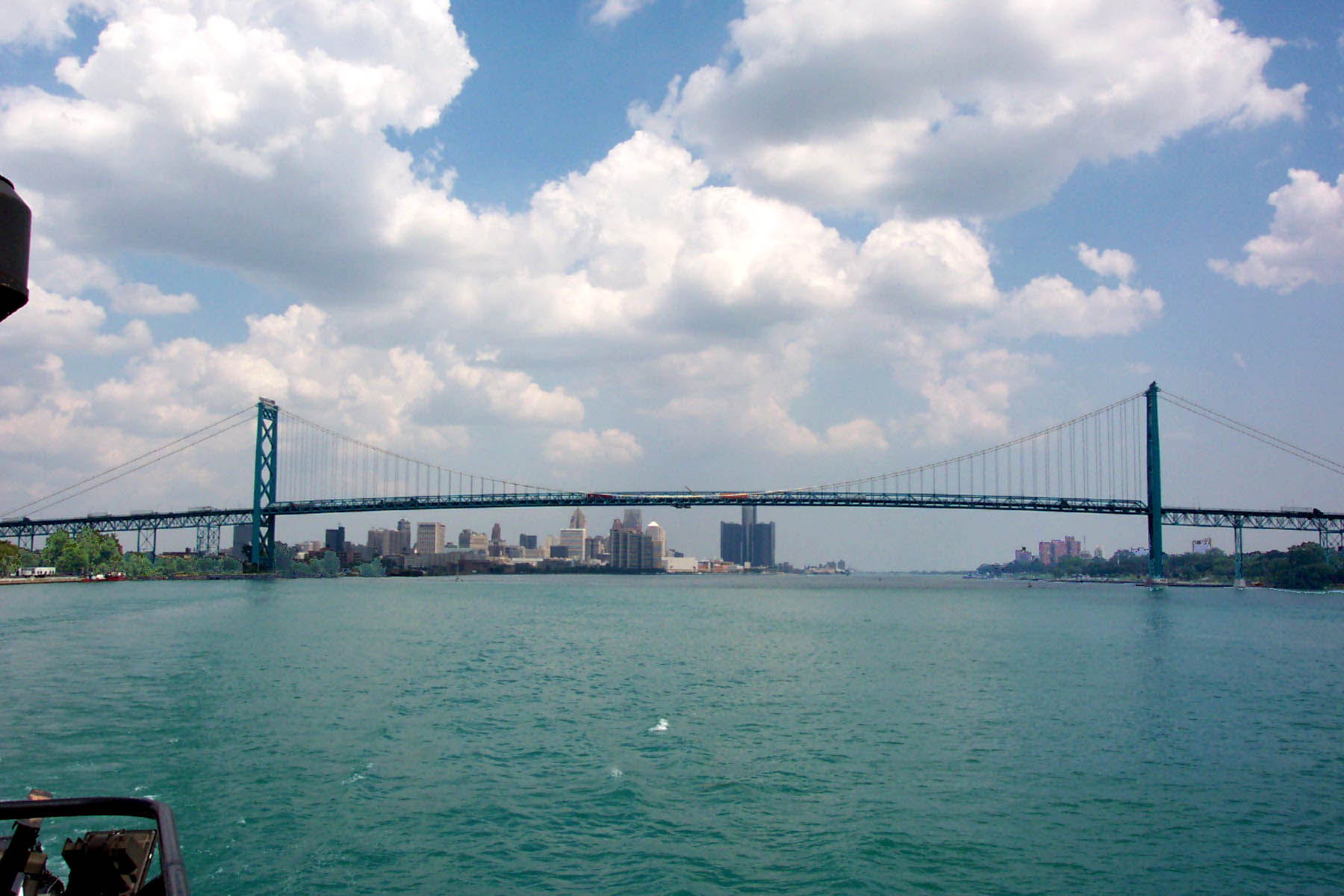
Панорама моста
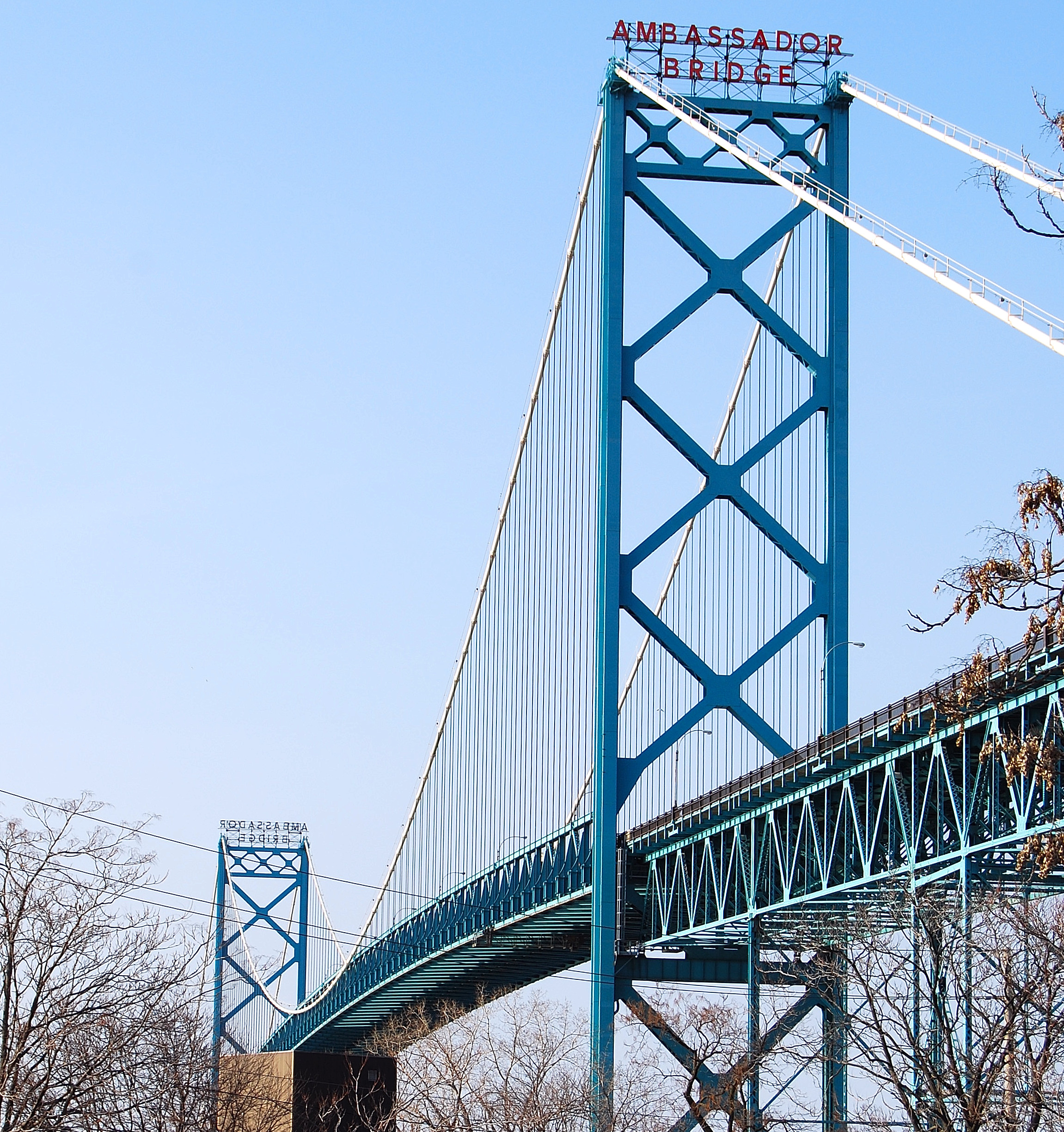
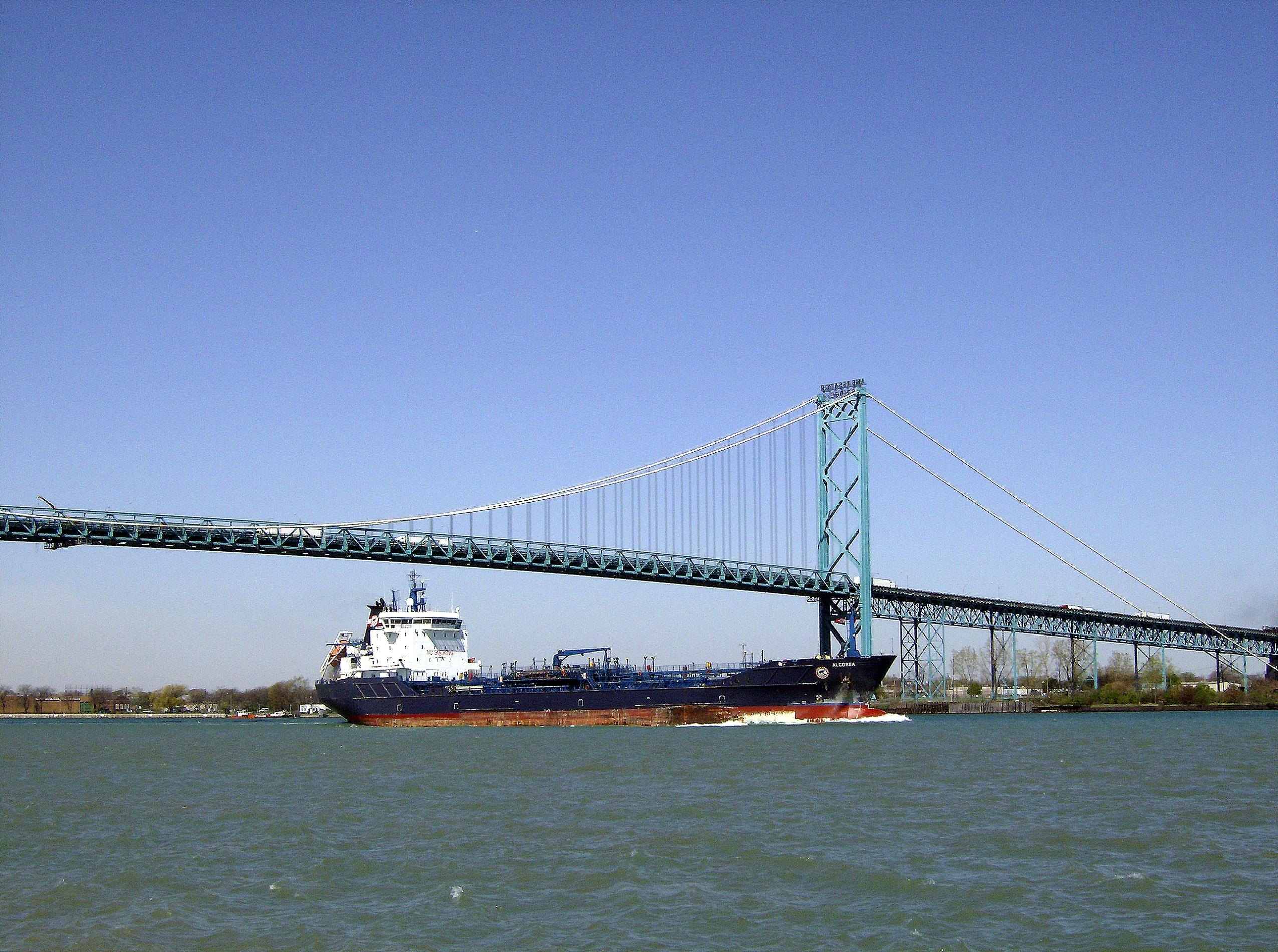
Судно, проходящее под мостом
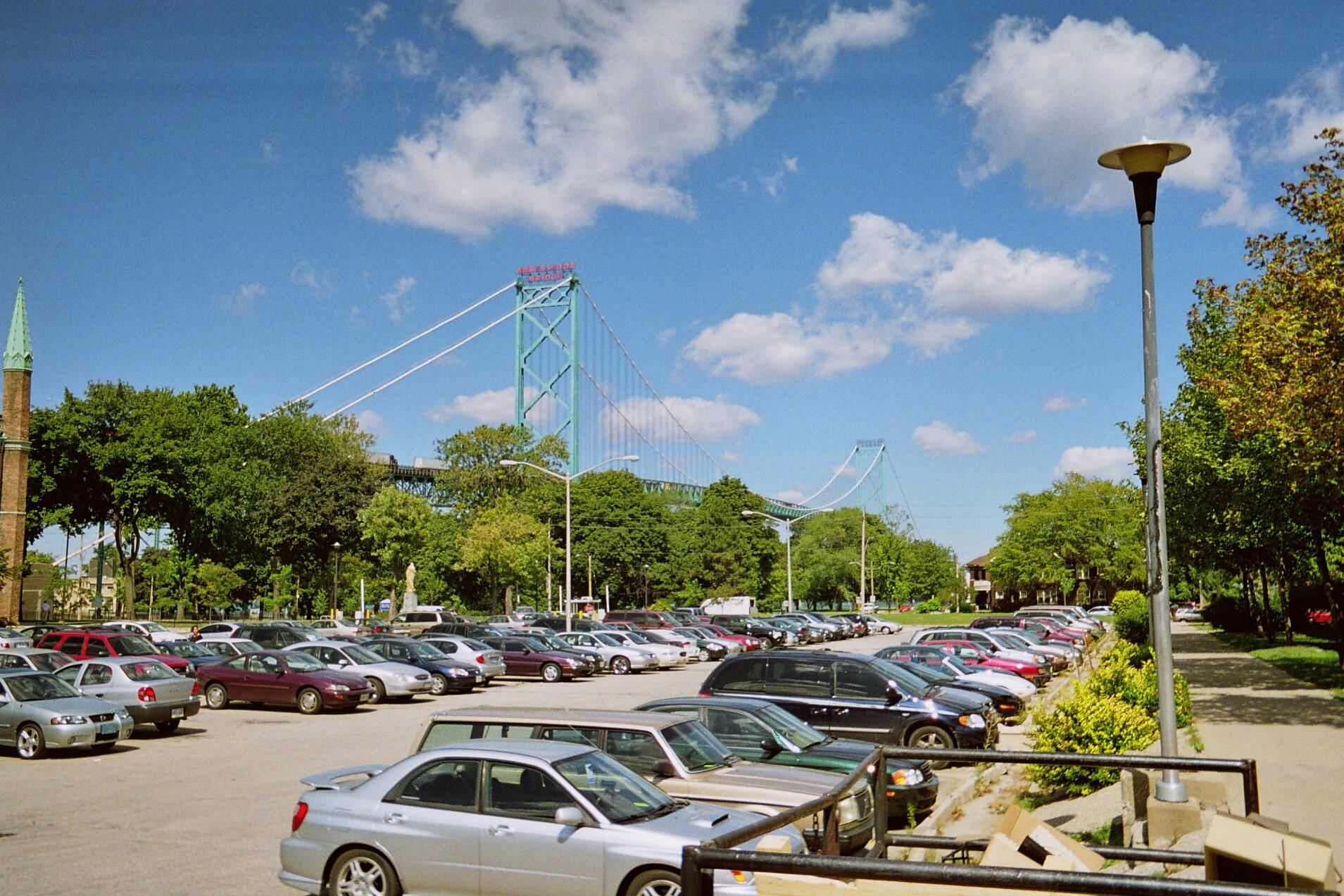
Вид со стороны Виндзора
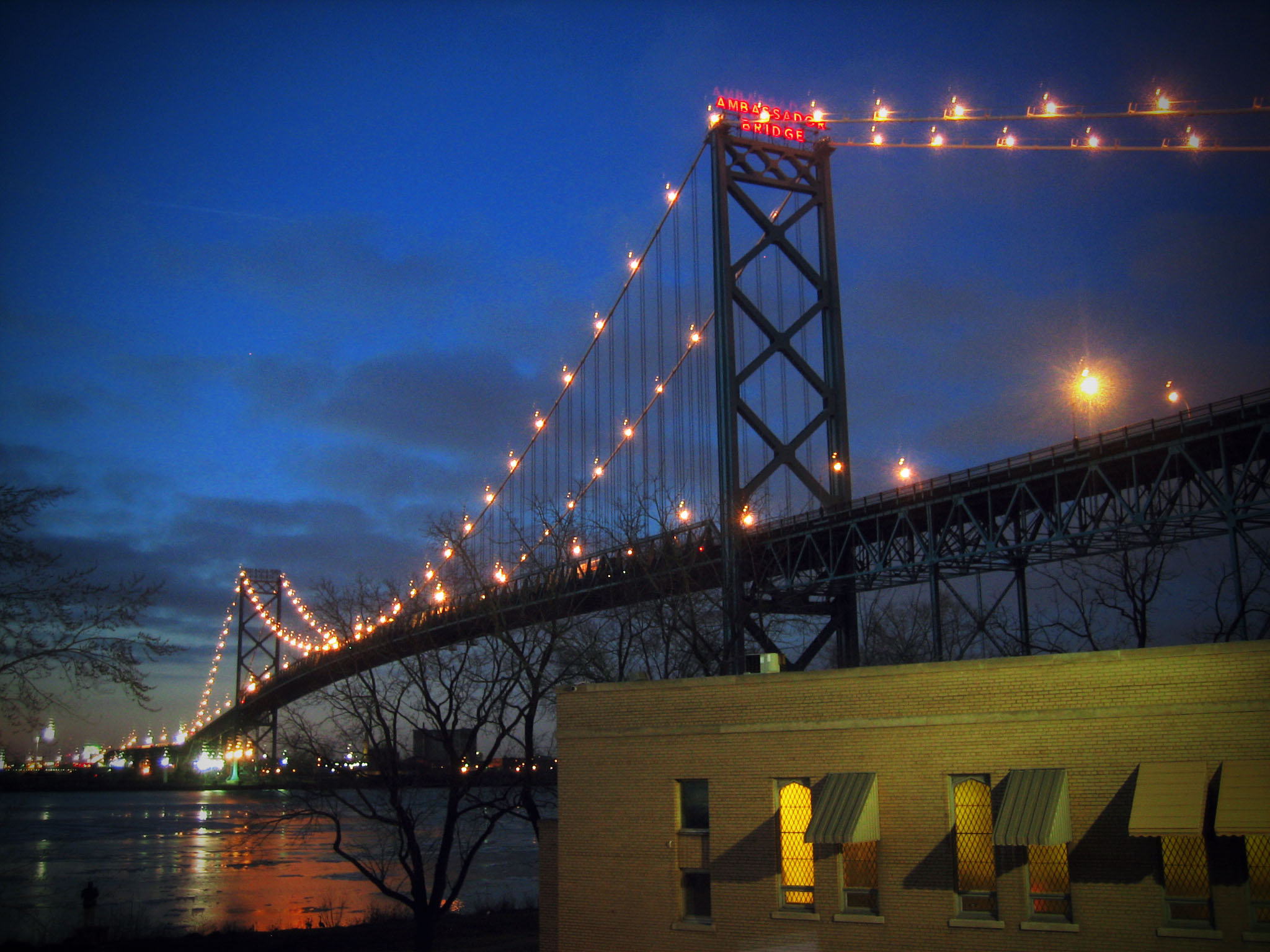
Мост вечером
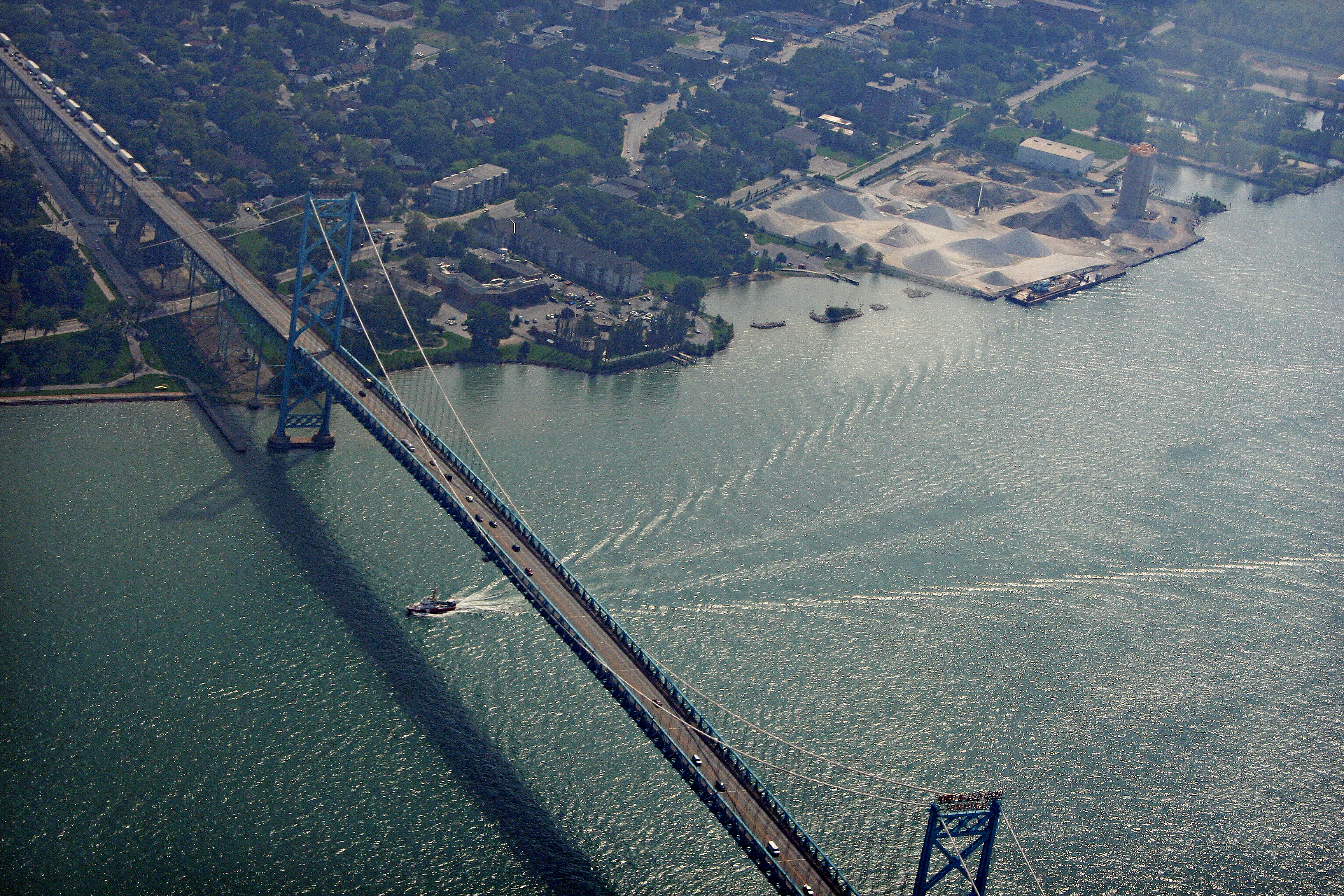
Мост с высоты птичьего полета